# 6567 Shigemasa
6567 Shigemasa (1992 WS) là một tiểu hành tinh vành đai chính được phát hiện ngày 16 tháng 11 năm 1992 bởi K. Endate ở Kitami.